# Valentin Feurstein
Valentin Feurstein (* 18. Jänner 1885 in Bregenz; † 8. Juni 1970 in Innsbruck) war Generalmajor im österreichischen Bundesheer und nach dem Anschluss General der Gebirgstruppe in der Wehrmacht.

## Leben

### Junge Jahre und Erster Weltkrieg
Valentin Feurstein trat am 18. August 1906 als Leutnant in das 2. Tiroler Kaiserjäger-Regiment ein. In diesem verblieb er bis zum 19. Dezember 1913. Während dieser Zeit besuchte er von September 1910 bis Ende August 1913 die Kriegsschule Wien. Anschließend diente er vom 20. Dezember 1913 bis Ende April 1914 als Generalstabsoffizier in der 8. Infanterie-Truppen-Division. Zum 1. Mai 1914 wechselte er in selbiger Position in den Generalstab der 122. Infanterie-(Gebirgs)Brigade über. In diesem erlebte Feurstein den Ausbruch des Ersten Weltkriegs. 1916 erfolgte seine Versetzung in den Generalstab des XX. Korps. Zu einem unbekannten Zeitpunkt im Jahr 1917 wechselte er als Generalstabsoffizier in das Abschnittskommando-Rivs über in welchem er, über das Kriegsende hinaus, bis 1919 verblieb.

### Zwischenkriegsjahre
Nach dem Krieg diente Feurstein von 1919 bis Ende Juni 1920 beim Landesbefehlshaber Vorarlberg und trat am 1. Juli 1920 im Range eines Hauptmanns in das Bundesheer über. Hier fungierte er zunächst als Leiter der Militär-Abteilung der Heeresverwaltungsstelle in Bregenz. Am 16. Februar 1924 stieg er zum Leiter dieser Dienststelle auf, dessen Funktion er bis Ende Juni 1929 innehielt. Während dieser Zeit, fungierte Feurstein von April 1917 bis November 1928 beim Alpenjäger-Bataillon 4 in der dortigen Truppendienstleistung. Von Juli 1929 bis Februar 1930 erfolgte sein Einsatz als Chef des Stabes der 6. Brigade-Kommandos. Anschließend agierte Feurstein von März 1930 bis August 1931 als zugeteilter Offizier im Brigade-Kommando 6 sowie danach in gleicher Position von September 1931 bis März 1933 beim Brigade-Kommando 1 (Burgenland).
Zum 1. April 1933 erfolgte die Ernennung zum Leiter der Heeresverwaltungsstelle Niederösterreich. Im November des gleichen Jahres erfolgte seine Versetzung nach Wien, wo er bis Ende März 1937 im Bundesministerium für Landesverteidigung zunächst als Referent und ab 1935 als Vorstand der Ergänzungs-Abteilung fungierte. Im Range eines Generalmajors trat Feurstein am 1. April 1937 die Nachfolge des Feldmarschallleutnants Wilhelm Gebauer, als Kommandant der 3. Division in St. Pölten, an. Hier fungierte er bis Ende März 1938 zugleich auch als Militärkommandant von Niederösterreich.

### Zweiter Weltkrieg
Beförderungen
- 18. August 1906 Leutnant
- 1. November 1911 Oberleutnant
- 1. Mai 1915 Hauptmann
- 1. Juli 1920 Major
- 1. Januar 1921 Oberstleutnant (Titel)
- 1. September 1924 Oberstleutnant
- 30. September 1928 Oberst
- 25. Juni 1935 Generalmajor
- 31. März 1939 deutsches Rangdienstalter vom 1. April 1939 erhalten
- 1. Juni 1939 Generalleutnant
- 1. September 1941 General der Gebirgstruppe

Nach dem Anschluss Österreichs wurde Feurstein am 1. April 1938 zum Kommandeur der 2. Gebirgs-Division ernannt, die er anschließend beim Überfall auf Polen sowie bei der Besetzung Norwegens im Frühjahr 1940 führte. Am 4. März 1941 gab Feurstein das Kommando der Division an Generalleutnant Ernst Schlemmer ab und trat bis Anfang März 1941 in die Führerreserve ein. Während dieser Zeit, war er vom 4. März bis 10. Mai 1941 zugleich mit der Führung des LXII. Armeekorps beauftragt. Zum 10. Mai 1941 wurde er mit der Führung des Höheren Kommandos z. b. V. LXX ernannt, dessen Befehlshaber der am 1. März 1942 wurde. Zuvor war er in dieser Eigenschaft am 1. September 1941 zum General der Gebirgstruppe befördert worden. Am 25. Januar 1943 wurde sein bestehendes Kommando in das LXX. Armeekorps mit Gefechtsstand in Oslo umgewandelt, wobei Feurstein die Funktion des Kommandierenden Generals bis zum 22. Juni 1943 ausfüllte. Anschließend sah er sich bis August 1943 erneut in die Führerreserve versetzt. Zum 25. August 1943 wurde Feurstein zum Kommandierenden General des LI. Gebirgs-Armeekorps ernannt. Dieses führte er in den Kämpfen in Norditalien, später in der Schlacht um Monte Cassino, wofür ihm am 12. August 1944 das Ritterkreuz des Eisernen Kreuzes verliehen wurde.
In dieser Zeit wurden in der Nähe der italienischen Stadt Ponzano und am Passo di Cisa jeweils zwei englische Fallschirmspringer nicht in Gefangenschaft genommen, sondern auf der Stelle erschossen. Dies geschah in seinem Befehlsgebiet. Deshalb wurde Feurstein nach dem Krieg in Hamburg wegen Kriegsverbrechen vor ein Gericht gestellt.
Anschließend stand sein Korps in weiteren Abwehrkämpfen in Norditalien. Im Januar 1945 gab Feurstein das Kommando des Korps an den General der Artillerie Friedrich Wilhelm Hauck und trat erneut in die Führerreserve ein. In dieser Zeit, war er bis 22. April 1945 in den Befehlsbereich des Oberbefehlshabers Südwest Generalfeldmarschall Albert Kesselring abkommandiert. Am 22. April 1945 wurde er von dort kommend zum Generalinspekteur der Tiroler Standschützen und zum Kommandanten der Alpenfront ernannt. In dieser Eigenschaft erklärte er am 28. April 1945 angesichts anrückender französischer Truppen Bregenz zur Offenen Stadt und wurde noch am selben Nachmittag von Gauleiter Franz Hofer als Festungskommandant hierfür abgesetzt. Sein Nachfolger wurde General der Infanterie Hans Schmidt.
Aber auch dieser weigerte sich, Bregenz „bis auf den letzten Mann“ zu verteidigen und einigte sich mit Kesselring, nur die strategisch wichtige Klause zu verteidigen. Der Status von Bregenz als Offene Stadt fiel und Teile von Bregenz wurden noch kurz vor Kriegsende zerstört. Bereits am 29. April 1945 geriet Feurstein in Kriegsgefangenschaft, aus der er am 28. August 1948 entlassen wurde.
1963 erschien seine Erinnerungen an den Krieg in dem Buch Irrwege der Pflicht, die er in Wels niedergeschrieben hatte. Was der Titel ankündigt, wird vom Inhalt widerlegt: Die Irrwege haben andere begangen, Feurstein hat nur die Pflicht, die soldatische, erfüllt – in seinen Augen ein absoluter Wert, der nicht hinterfragt zu werden braucht. Das millionenfache Sterben im Krieg sind für Feurstein nicht der Rede wert – und keinerlei Grund, am Sinn seiner Pflicht zu zweifeln. Nach seinem Tod, wurde Feurstein in Innsbruck am Alten Militärfriedhof bestattet.

## Auszeichnungen
- Orden der Eisernen Krone III. Klasse mit der Kriegsdekoration und Schwertern
- Österreichisches Militärverdienstkreuz III. Klasse mit der Kriegsdekoration und Schwertern
- Silberne Militärverdienstmedaille am Bande des Militärverdienstskreuzes mit Schwertern
- Bronzene Militärverdienstmedaille am Bande des Militärverdienstskreuzes mit Schwertern
- Militär-Jubiläumskreuz
- Offizierskreuz des österreichischen Verdienstordens (1936)[1]
- Bayerischer Militärverdienstorden IV. Klasse mit Schwertern und mit Krone
- Eisernes Kreuz (1939) II. und I. Klasse
- Ritterkreuz des Eisernen Kreuzes am 12. August 1944[2]